# Карни (Аризона)
Карни (енгл. Kearny) град је у америчкој савезној држави Аризона. По попису становништва из 2010. у њему је живело 1.950 становника.

## Демографија
Према попису становништва из 2010. у граду је живело 1.950 становника, што је 299 (13,3%) становника мање него 2000. године.
| Група             | 2000.         | 2010.         |
| Белци             | 1.340 (59,6%) | 1.102 (56,5%) |
| Афроамериканци    | 6 (0,3%)      | 9 (0,5%)      |
| Азијати           | 2 (0,1%)      | 8 (0,4%)      |
| Хиспаноамериканци | 864 (38,4%)   | 811 (41,6%)   |
| Укупно            | 2.249         | 1.950         |